# 大杉 (越谷市)
大杉（おおすぎ）は、埼玉県越谷市の大字。郵便番号は343-0005。

## 地理
埼玉県越谷市の東部に位置する。大落古利根川を境に松伏町大川戸と隣接している。西を新方川が境界を流れる。東西に長い町域となっている。

### 河川
- 大落古利根川
- 新方川
- 平新川

## 歴史
かつては大杉村であった。
- 1889年（明治22年）4月1日 - 町村制施行により、北川崎村、船渡村、大吉村、大松村、大杉村、弥十郎村、向畑村が合併し南埼玉郡新方村が成立し、新方村の大字大杉となる。
- 1954年（昭和29年）11月3日 増林村が南埼玉郡越ヶ谷町、大沢町、新方村、桜井村、大袋村、荻島村、出羽村、蒲生村、大相模村と合併し越谷町が成立、越谷町の大字となる。
- 1958年（昭和33年）11月3日 市制施行し越谷市の大字となる。
- 1968年（昭和43年）11月1日 - 大字大杉の一部が弥栄町成立に伴い編入される[4]。
- 2013年（平成25年）9月2日 - 地内を竜巻が通過し、家屋などが倒壊および損壊するなどの被害が出る[5][6]。

## 世帯数と人口
2022年（令和4年）3月1日現在の世帯数と人口は以下の通りである。
| 町丁 | 世帯数  | 人口    |
| ---- | ------- | ------- |
| 大杉 | 498世帯 | 1,094人 |

## 小・中学校の学区
市立小・中学校に通う場合、学区（校区）は以下の通りとなる。
| 番地 | 小学校             | 中学校             |
| ---- | ------------------ | ------------------ |
| 一部 | 越谷市立新方小学校 | 越谷市立北陽中学校 |
| 一部 | 越谷市立弥栄小学校 | 越谷市立北陽中学校 |

## 交通

### 道路
- 埼玉県道・東京都道102号平方東京線
- 大杉公園通り
- 大杉橋 - 単弦ローゼ橋

## 施設
- 第二学校給食センター
- 越谷市立北体育館
- 大袋わかば幼稚園
- 大杉新田集会所
- 大杉公園
- 大杉第二公園
- B-11児童遊園
- 浄閑寺